# Юречка, Вацлав
Ва́цлав Ю́речка (чеш. Václav Jurečka; род. 26 июня 1994, Чехия) — чешский футболист, нападающий клуба «Ризеспор» и сборной Чехии.

## Клубная карьера
Юречка — воспитанник клуба «Опава». 20 октября 2012 года в матче против «МАС Таборско» он дебютировал во Второй лиге Чехии. 17 ноября в поединке против «Виктории Жижков» Вацлав забил свой первый гол за «Опаву». В 2014 году Юречка на правах аренды выступал за «Спарту Колин», а по окончании аренды вернулся в «Опаву». В 2017 году он помог клубу выйти в элиту. 21 июля в матче против пражской «Спарты» он дебютировал в Первой лиге. В начале 2020 года Юречка перешёл в «Словацко». 22 февраля в матче против «Млада-Болеслав» он дебютировал за новый клуб. 27 июня в поединке против «Богемианс 1905» Вацлав забил свой первый гол за «Словацко». 30 апреля 2022 года в матче против «Баника» он сделал хет-трик. В том же году Вацлав помог клубу завоевать Кубок Чехии. 
Летом 2022 года Юречка перешёл в пражскую «Славию». 31 июля в матче против «Градец-Кралове» он дебютировал за новую команду.

## Международная карьера
29 марта 2022 года в товарищеском матче против сборной Уэльса Юречка дебютировал за сборную Чехии.

## Статистика выступлений за сборную
| Матчи за сборную Чехии | Матчи за сборную Чехии | Матчи за сборную Чехии | Матчи за сборную Чехии | Матчи за сборную Чехии | Матчи за сборную Чехии  | Матчи за сборную Чехии |
| ---------------------- | ---------------------- | ---------------------- | ---------------------- | ---------------------- | ----------------------- | ---------------------- |
| №                      | Дата                   | Оппонент               | Счёт                   | Голы                   | Соревнование            |                        |
| 1                      | 29 марта 2022          | Уэльс                  | 1:1                    | -                      | Товарищеский матч       |                        |
| 2                      | 2 июня 2022            | Швейцария              | 2:1                    | -                      | Лига наций 2022/23      |                        |
| 3                      | 5 июня 2022            | Испания                | 2:2                    | -                      | Лига наций 2022/23      |                        |
| 4                      | 9 июня 2022            | Португалия             | 0:2                    | -                      | Лига наций 2022/23      |                        |
| 5                      | 12 июня 2022           | Испания                | 0:2                    | -                      | Лига наций 2022/23      |                        |
| 6                      | 17 июня 2023           | Фарерские острова      | 3:0                    | -                      | Отборочный матч ЧЕ-2024 |                        |
| 7                      | 7 сентября 2023        | Албания                | 1:1                    | -                      | Отборочный матч ЧЕ-2024 |                        |
| 8                      | 10 сентября 2023       | Венгрия                | 1:1                    | 1                      | Товарищеский матч       |                        |

## Достижения
Клубные
 «Опава»
- Финалист Кубка Чехии — 2016/17

 «Словацко»
- Обладатель Кубка Чехии — 2021/22

 «Славия Прага»
- Обладатель Кубка Чехии — 2022/23